# (24758) 1992 WZ
1992 دابليو زد (ويعرف أيضًا باسم (24758) 1992 دابليو زد وفق تسمية الكوكب الصغير) (بالإنجليزية: 1992 WZ)‏ هو كويكب ضمن حزام الكويكبات؛ وترتيبه 24758 من حيث الاكتشاف.
اكتُشف هذا الجُرم الفلكي بواسطة Atsushi Sugie ‏ في 17 نوفمبر 1992.

## وصلات خارجية
- (24758) 1992 WZ في قاعدة بيانات مختبر الدفع النفاث لأجرام النظام الشمسي الصغيرة

- الاكتشاف · مخطط المدار ·  العناصر المدارية · المعلمات المادية

- (24758) 1992 WZ على موقع ويكي سكاي: DSS2, SDSS, GALEX, IRAS, Hydrogen α, X-Ray, Astrophoto, Sky Map, Articles and images